# Argia rogersi
Argia rogersi là một loài chuồn chuồn kim trong họ Coenagrionidae.
Argia rogersi được Calvert miêu tả khoa học năm 1902.